# Emmeline Cust

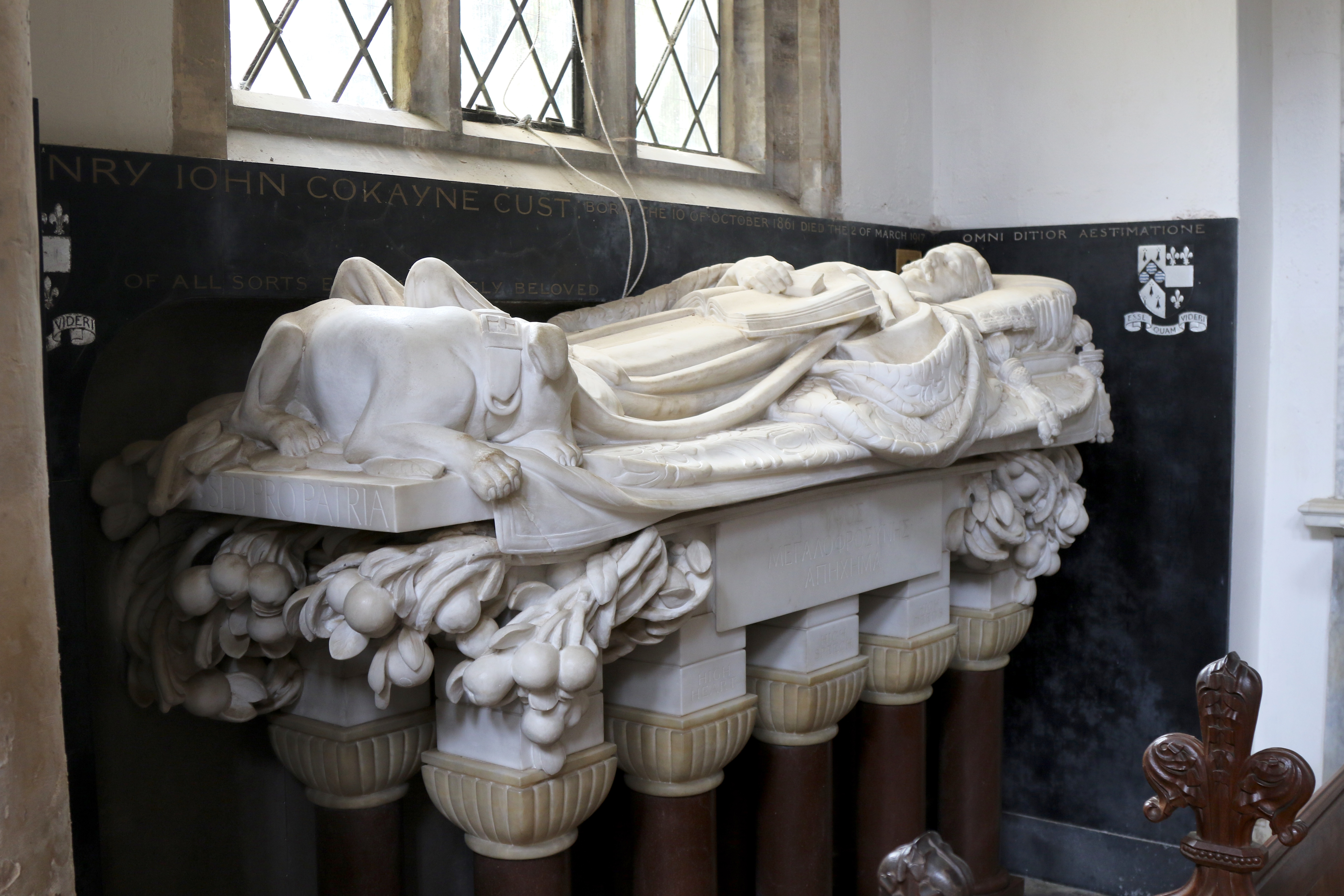
Memorial de Nina Cust por Henry John Cockayne Cust en la Iglesia de San Pedro y San Pablo, Belton.

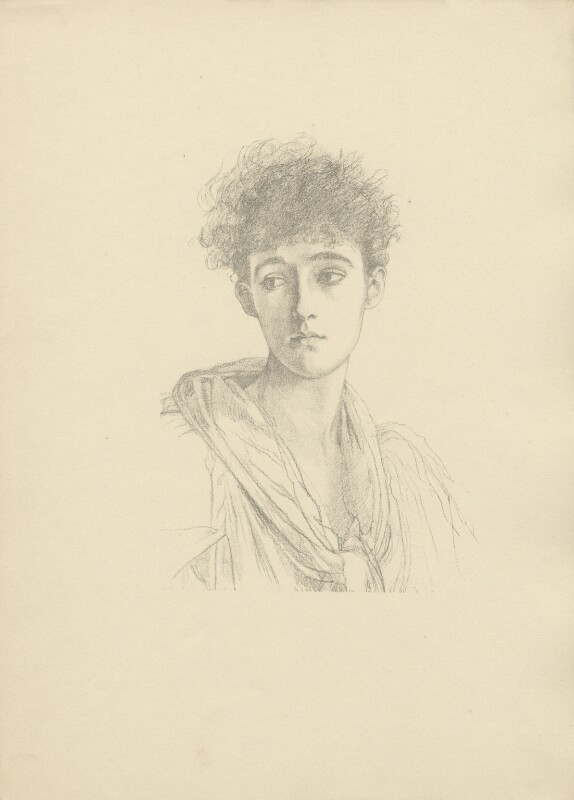
Emmeline Mary Elizabeth ('Nina') Cust (nacida Welby-Gregory) en litografía por Violet Manners, década de 1890.

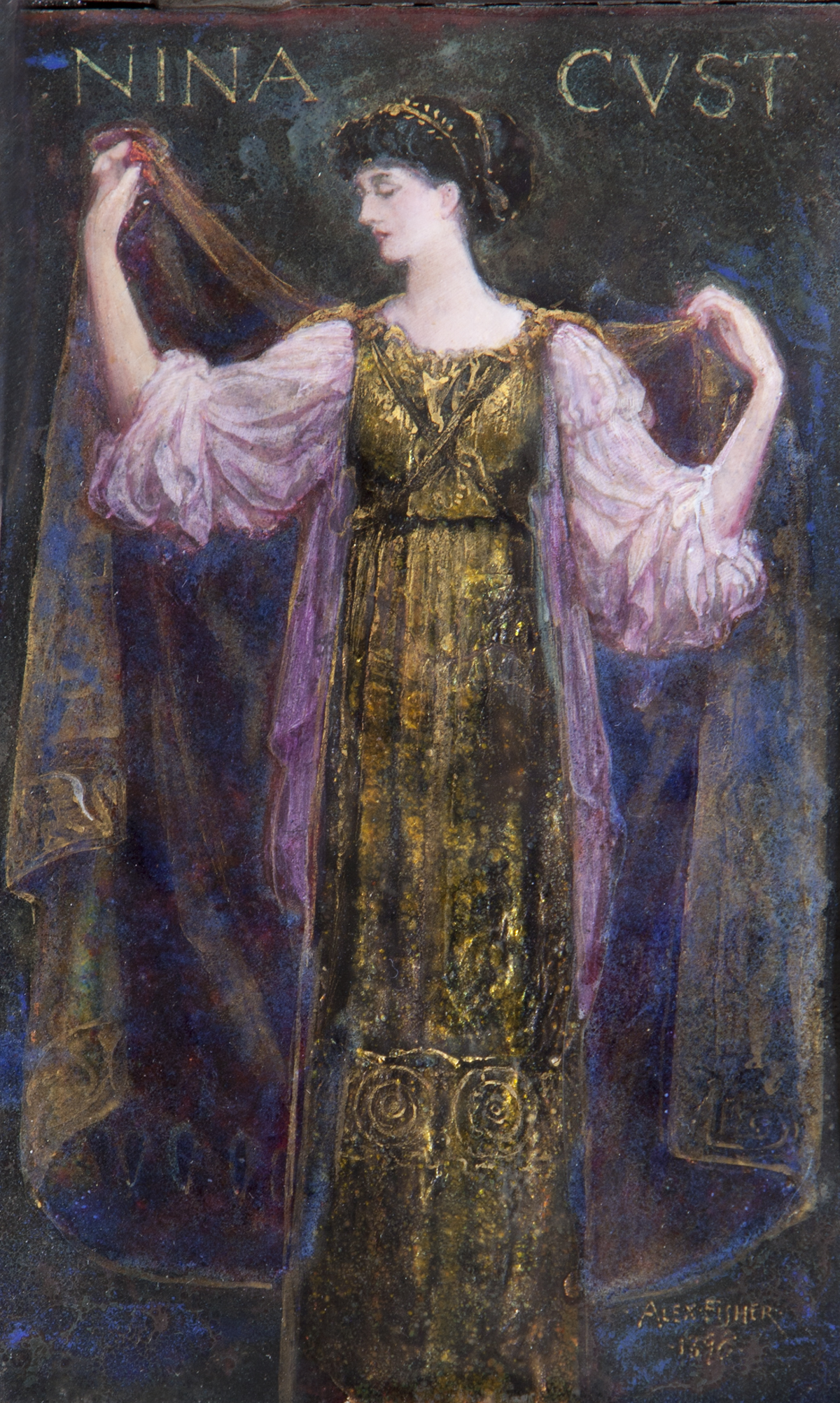
Retrato esmaltado de Nina Cust por Alexander Fisher, 1898.

Emmeline 'Nina' Cust (1867–1955), también conocida como Nina Welby-Gregory, fue una escritora, editora, traductora y escultora inglesa. Ella era miembro de The Souls, un círculo de clase alta que desafió las convenciones y actitudes de su clase a fines del siglo XIX y principios del XX.

## Biografía
Cust nació en Denton Hall de Victoria, Lady Welby, filósofa y Sir William Earle Welby-Gregory, político y terrateniente. Su abuela materna, Lady Emmeline Stuart-Wortley, fue una poeta victoriana y escritora de viajes. 
El 11 de octubre de 1893, Cust se casó con otro miembro de The Souls, Henry John Cockayne-Cust. Ella apoyó a su esposo en gran parte de su trabajo, incluida la correspondencia para el Comité Central de Organizaciones Patrióticas Nacionales. Cust se dedicó a su esposo, a pesar de un matrimonio supuestamente infeliz que duró hasta su muerte en 1917.
Cust era vecina directa del escultor Jacob Epstein cuando ambos vivían en Hyde Park Gate en Londres.

## Redacción y traducción
Cust escribió una biografía sobre su madre, Victoria, los primeros treinta años de Lady Welby, titulada 'Wanderers: episodes from the travels of Lady Emmeline Stuart-Wortley and her daughter Victoria, 1849-1855' ('Wanderers: episodios de los viajes de Lady Emmeline Stuart-Wortley y su hija Victoria, 1849-1855'). También publicó relatos de los viajes de su abuela. Cust contribuyó con piezas cortas a publicaciones periódicas contemporáneas, incluida la revista de la Asociación Inglesa.
Se sabe que Virginia Woolf revisó al menos uno de los libros publicados por Cust, probablemente 'Gentleman Errant'.
La traducción de Cust de 'Semantics; studies in the science of meaning' de Michel Jules Alfred Bréal presentó la primera aparición del texto en inglés.

#### Otras publicaciones
- Gentlemen Errant: being the journeys and adventures of four noblemen in Europe during the fifteenth and sixteenth centuries (Caballeros Errantes: siendo los viajes y aventuras de cuatro nobles en Europa durante los siglos XV y XVI), publicado por primera vez por John Murray, Londres, en 1909.[11]
- Not all the suns; poems, 1917-1944 (No todos los soles; poemas), 1917-1944, publicados por primera vez por Nicholson & Watson, Londres, en 1944.[12]
- A Tub of Gold Fishes (Una tina de peces dorados), publicada por primera vez por James Bain, Londres.[13]
- Dilectissimo, publicado por primera vez por Macmillan and Co., Londres, en 1932.[14]

## Artes
Cust pudo haber asistido a la Academia Julian en París, aunque no está claro en qué formas de arte se entrenó. También es posible que estudiara escultura en Londres.
Cust exhibió su escultura en la Royal Academy en 1906, mostrando un busto de su sobrina y en 1927, parte de un modelo de su esposo. Expuso tanto en el Reino Unido como en el extranjero, con obras mostradas en Mánchester, Liverpool, Birmingham y París.
En 1884, Cust fue modelo de un busto realizado por Alfred Gilbert. Alexander Fisher produjo un retrato esmaltado de Cust en 1898.

## Obras realizadas en colecciones.
Las esculturas de Cust están presentes en colecciones británicas, donde se encuentran las siguientes obras: 
| Título                                                                 | Año       | Medio  | Galería no. | Galería                     | Ubicación                |
| ---------------------------------------------------------------------- | --------- | ------ | ----------- | --------------------------- | ------------------------ |
| Adelbert Wellington Brownlow Cust (1844–1921), tercer conde Brownlow   | 1908      | bronce | 436816      | National Trust, Casa Belton | Lincolnshire, Inglaterra |
| Adelbert Wellington Brownlow Cust (1844–1921), tercer conde Brownlow   | 1908      | mármol | 436814      | National Trust, Casa Belton | Lincolnshire, Inglaterra |
| Henry John Cockayne Cust (1861–1917)                                   | c.1905    | yeso   | 436783      | National Trust, Casa Belton | Lincolnshire, Inglaterra |
| Henry John Cockayne Cust (1861–1917)                                   | 1905      | mármol | 436777      | National Trust, Casa Belton | Lincolnshire, Inglaterra |
| Auto retrato                                                           | 1900-1955 | mármol | 436834      | National Trust, Casa Belton | Lincolnshire, Inglaterra |
| La mano de Katherine Hariet Kinloch (fallecida en 1952), Lady Brownlow | 1952      | mármol | 436781      | National Trust, Casa Belton | Lincolnshire, Inglaterra |